# Nome supérieur de l'Enfant royal

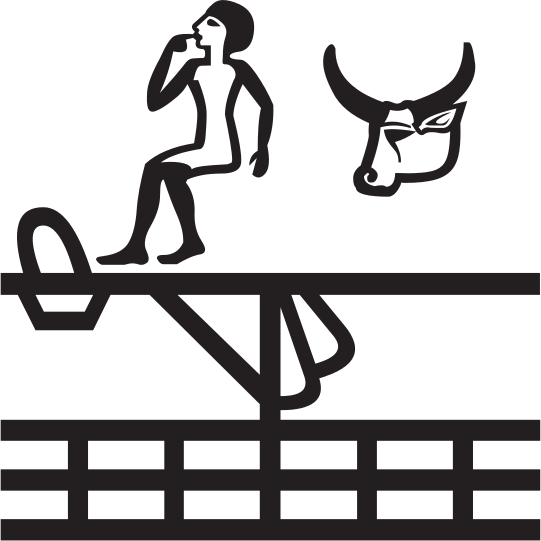
Hiéroglyphe symbole du Nome.

Le nome supérieur de l'Enfant royal (jmt) est l'un des 42 nomes (division administrative) de l'Égypte antique. C'est l'un des vingt nomes de la Basse-Égypte et il porte le numéro dix-huit.

## Géographie
Le nome se trouve en aval du nome du Sceptre intact et en amont du nome inférieur de l'Enfant royal. Le nome était entouré du nome du Taureau recensé au nord-ouest, du nome du Taureau noir au sud-ouest et du nome de Soped au nord-est.

## Histoire
Le nome n'est pas attesté avant le Nouvel Empire sous le nom de « nome de l'Enfant royal », puis, à partir de la Troisième Période intermédiaire, sous le nom de « nome supérieur de l'Enfant royal » après sa division en deux, créant ainsi le nome inférieur de l'Enfant royal. Le territoire de ce nome faisait auparavant partie du nome du Sceptre intact.
Ce nome prit une certaine importance pendant la Troisième Période intermédiaire car la XXIIe dynastie était originaire de cette ville. Ainsi, ses dirigeants, qui gouvernèrent depuis Tanis, jouèrent un rôle important dans l'avenir de l'Égypte du début de la XXIIe dynastie jusqu'à la réunification égyptienne par Psammétique Ier. Le nome, comme celui de la ville de Tanis, était notamment dirigé par Osorkon IV pendant la guerre de conquête de Piânkhy, et par Pétoubastis pendant les guerres koushito-assyriennes de Taharqa puis Tanoutamon d'une part et Assurbanipal d'autre part.

## Divinités locales

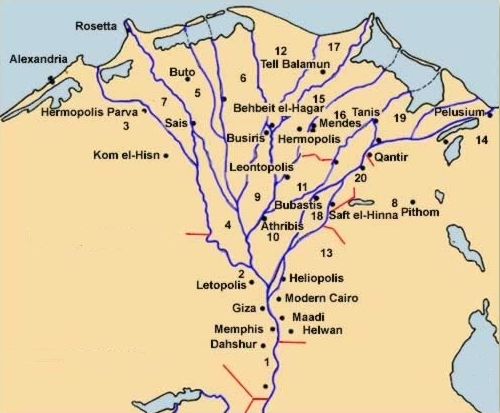
Les nomes de Basse-Égypte

La divinité locale principale était la déesse Bastet, vénérée à Bubastis.
Dans la ville de Pérou-Néfer, centre commercial et de chantier naval pendant le Nouvel Empire, les dieux vénérés étaient Amon-Rê, Seth et la déesse proche-orientale Astarté.
Dans la ville de Bat, la divinité principale était Ouadjet, « Dame de Bat ».

## Lieux principaux
Les frontières du nome ont changé avec le temps, les villes citées ci-dessous ont été identifiées comme faisant partie du nome dans ses frontières ptolémaïques. 
- Bubastis
- Pérou-Néfer
- Bat